# Михаило Исаиловић
Михаило Исаиловић (Калафат, Румунија, 15. октобар 1870 – Београд, 13. јул 1938) био је глумац и редитељ.

## Биографија
Михаило Исаиловић је потекао из српске трговачке породице и образовао се у познатим школским установама тадашње Аустро-Угарске. Реалку је завршио у Грацу, а Конзерваторијум у Бечу где је био запажен на глумачком одсеку.
Глумачку каријеру је започео у Градском позоришту у Мајнцу 1888. године, а као глумац и понекад као редитељ, наступао је у позориштима у Прагу, Брну, Нирнбергу, Бремену, а једно краће време у Њујорку и Чикагу, након чега, поново игра у Бремену где наступа три године заредом, затим у Карлсбаду и поново једну годину у Америци.
По повратку на Европски континент, постао је члан и редитељ у Михаиловском позоришту у Франкфурту на Мајни где се затекао по избијању Првог светског рата. Током и након рата, радио је пет година у Базелу у Швајцарској. Од јуна 1920. године, па све до пензионисања октобра 1937. године, био је глумац и редитељ Народног позоришта у Београду, где је остварио близу 50 режија.
У периоду од 1921. до 1922. године, заједно са Пером Добриновићем и Јуријем Ракитином, био је професор у Глумачко-балетској школи у Београду.
Почетком уметничке каријере је одржавао везе са домовином 1897-1898. године, а потом након 1900. године, готово сваке године игравши у Београду своје омиљене улоге: Гренгоар, Фрања Мор, Шајлок итд. Исаиловић је са великим успехом креирао улоге Шекспировог репертоара.
Код нас је све време играо на лошем српском језику, са немачким акцентом, али упркос томе, био је високо рангиран и уважаван уметник.
1928. године је прославио 40 година уметничког рада у Београду.
У иностранству се прославио као добар драмски глумац, са јаким смислом за брижљиву психолошку студију текста и карактеризацију ликова. Најуспешније је тумачио улоге из романтичарског и класичног репертоара, а највише се истицао оригиналношћу и индивидуализмом као и покушајем да споји тежње старе и модерне глумачке школе.
Такође је веома значајан његов рад на обнови београдске позорнице. Михаило Исаиловић је на њу донео изузетно велико познавање широке области позоришта и сигурност у владању занатом сцене, какве пре њега нико на тој позорници није имао. Он је био уметник максималне дисциплине који је успешно покренуо и афирмисао метод рада који је за београдско позориште био нов, наиме, интензивно се залагао и изборио да се на место дотадашње импровизације уведе студиозни уметнички поступак чија је главна снага била у томе што доводи до чврсто изграђених представа, заснованих на нијансираној психолошкој анализи, сценски оствареној са укусом и складном повезаношћу у јединствену целину. 
У постављању масе на сцену, Исаиловић је, такође, давао посебне редитељске резултате, који пре њега, никада нису постизани на домаћој сцени.
Његов педагошки рад са глумцима представљао је велик корак напред у студиозном креирању ликова и њиховом повезивању у јединствену целину која је, у његовим режијама, увек савесно служила пишчевој замисли.
Остваривши реформе глуме и режије у Народном позоришту у Београду, допринео је његовом искораку на виши - европски ниво. Сва његова остварења носила су одлике специфичног реализма, насталог у обрачуну са романтиизмом, а под утицајем натурализма и симболизма. Заједно са Јуријем Љвовичем Ракитином, ударио је темеље модерне режије у Београду.

## Улоге
- Тартиф -Тартиф, Молијер;
- Јаго - Отело, Вилијам Шекспир;
- Шајлок - Млетачки трговац, Вилијам Шекспир;
- Лир - Краљ Лир, Вилијам Шекспир;
- Фрањо Мор - Разбојници, Фридрих Шилер;
- Гренгоар - Гренгоар, Теодор де Банвил;
- Доктор Стокман - Народни непријатељ,  Хенрик Ибзен;
- Исидор Лешо - Посао је посао, Октав Мирбо;
- Јаков - Џентлмени, Џон Голсворти;
- Крист - Ана Кристи, Јуџин О’Нил и др.[1]

## Режије
- Бранислав Нушић - Наход;
- Иво Војновић - Смрт мајке Југовића;
- Џорџ Бернард Шо - Пигмалион;
- Вилијам Шекспир - Млетачки трговац, Хамлет, Краљ Лир;
- Јохан Волфганг Гете - Фауст;
- Анри Батај - Луда девица;
- Вилхелм Мајер-Ферстер - Стари Хајделберг и др.[1]